# Cleveland Browns 1983
La stagione 1983 dei Cleveland Browns è stata la 34ª della franchigia nella National Football League. Nella ultima stagione di Brian Sipe come quarterback della squadra, i Browns conclusero con un record di 9-7, secondi nella AFC Central, non sufficiente per fare ritorno ai playoff.

## Calendario
| Stagione regolare |              |                         |           |        |                             |          |         |
| Turno             | Data         | Avversario              | Risultato | Record | Stadio                      | Pubblico | Sintesi |
| 1                 | 4 settembre  | Minnesota Vikings       | S 21–27   | 0–1    | Cleveland Municipal Stadium | 70,087   | Recap   |
| 2                 | 11 settembre | at Detroit Lions        | V 31–26   | 1–1    | Pontiac Silverdome          | 60,095   | Recap   |
| 3                 | 15 settembre | Cincinnati Bengals      | V 17–7    | 2–1    | Cleveland Municipal Stadium | 79,700   | Recap   |
| 4                 | 25 settembre | at San Diego Chargers   | V 30–24   | 3–1    | Jack Murphy Stadium         | 49,482   | Recap   |
| 5                 | 2 ottobre    | Seattle Seahawks        | S 9–24    | 3–2    | Cleveland Municipal Stadium | 75,446   | Recap   |
| 6                 | 9 ottobre    | New York Jets           | V 10–7    | 4–2    | Cleveland Municipal Stadium | 78,235   | Recap   |
| 7                 | 16 ottobre   | at Pittsburgh Steelers  | S 17–44   | 4–3    | Three Rivers Stadium        | 59,263   | Recap   |
| 8                 | 23 ottobre   | at Cincinnati Bengals   | S 21–28   | 4–4    | Riverfront Stadium          | 50,047   | Recap   |
| 9                 | 30 ottobre   | Houston Oilers          | V 25–19   | 5–4    | Cleveland Municipal Stadium | 68,851   | Recap   |
| 10                | 6 novembre   | at Green Bay Packers    | S 21–35   | 5–5    | Milwaukee County Stadium    | 54,089   | Recap   |
| 11                | 13 novembre  | Tampa Bay Buccaneers    | V 20–0    | 6–5    | Cleveland Municipal Stadium | 56,091   | Recap   |
| 12                | 20 novembre  | at New England Patriots | V 30–0    | 7–5    | Sullivan Stadium            | 40,987   | Recap   |
| 13                | 27 novembre  | Baltimore Colts         | V 41–23   | 8–5    | Cleveland Municipal Stadium | 65,812   | Recap   |
| 14                | 4 dicembre   | at Denver Broncos       | S 6–27    | 8–6    | Mile High Stadium           | 70,912   | Recap   |
| 15                | 11 dicembre  | at Houston Oilers       | S 27–34   | 8–7    | Houston Astrodome           | 29,746   | Recap   |
| 16                | 18 dicembre  | Pittsburgh Steelers     | V 30–17   | 9–7    | Cleveland Municipal Stadium | 72,313   | Recap   |

Note: gli avversari della propria division sono in grassetto.

## Classifiche
| AFC Central            |    |    |   |      |      |      |     |     |     |
|                        | V  | S  | P | %    | CONF | DIV  | PF  | PS  | STR |
| Pittsburgh Steelers(3) | 10 | 6  | 0 | .625 | 4–2  | 8–4  | 355 | 303 | S1  |
| Cleveland Browns       | 9  | 7  | 0 | .563 | 3–3  | 7–5  | 356 | 342 | V1  |
| Cincinnati Bengals     | 7  | 9  | 0 | .438 | 4–2  | 4–8  | 346 | 302 | S1  |
| Houston Oilers         | 2  | 14 | 0 | .125 | 1–5  | 1–11 | 288 | 460 | S1  |